# ジュアン・マウドナド・ジャイメス・ジュニオール
ジュアン（Juan）ことジュアン・マウドナド・ジャイメス・ジュニオール（ポルトガル語: Juan Maldonado Jaimez Junior、1982年2月6日 - ）は、ブラジルとスペインの元サッカー選手。元ブラジル代表。現役時代のポジションはMFまたはDF。

## クラブ歴

### アーセナル
サンパウロFCの下部組織出身で2001年にアーセナルFCに加入。同年11月27日のフットボールリーグカップ、グリムズビー・タウンFC戦で選手初出場。翌2002年2月16日のFAカップ、ジリンガムFC戦にも出場したが、アーセナルではこれが結局最後の公式試合となった。その後はフットボールリーグカップのサンダーランドAFCでも出場する予定であったが、試合前に膝を負傷したために欠場。2002-03シーズン開幕前のスティヴネイジFCとの親善試合には出場し得点した。2002年11月8日に前十字靭帯を負傷したため、アーセナルでのキャリアは終焉を迎えた。
2003年にアーセナルからミルウォールFCに期限付き移籍。2ヶ月の在籍であったが、フットボールリーグ・チャンピオンシップに3試合出場し、リーグ戦初出場となった。

### フルミネンセ
2004年にカンピオナート・ブラジレイロ・セリエA所属のフルミネンセFCに加入した。

### フラメンゴ
2006年の初めにCRフラメンゴに移籍。同年のコパ・ド・ブラジル決勝では得点を決め、試合の最優秀選手に選ばれた。
2007年は左サイドバックとして活躍し、左サイドバック部門でボーラ・ジ・プラッタの次点につけた。翌年はボーラ・ジ・プラッタとプレミオ・クラッキ・ド・ブラジレイロンを同ポジションで獲得した。
2009年5月22日にカンピオナート・カリオカ決勝でマイコスエウを脅したために30日間の出場停止処分が下された。

### サンパウロ
2010年12月にフラメンゴとの契約を解消しサンパウロFCに加入すると報じられた。彼にとってサンパウロはユース時代を過ごした場所であり、「家に帰ってきたような気持だ」と述べた。2011シーズン開幕前にサンパウロに合流した。
2012年2月には1シーズンの期限付き移籍でサントスFCに加入。サンパウロがブルーノ・コルテスを獲得したために期限付き移籍となったが、彼はサントスでレギュラーとして出場機会も多く活躍する事が出来た。
2013年にサンパウロに復帰するも、ネイ・フランコ監督の構想外であった。5月にジュヴェナウ・ジュヴェンシオ会長とネイ・フランコ監督がクラブの再編成をした際に7人が放出され、彼は再び構想に含まれるようになった。会長は彼について「あの若者は完璧なフォームとプレーする野心がある。」と述べて彼を評価した。翌月のカンピオナート・ブラジレイロ・セリエA、アトレチコ・ミネイロ戦で、負傷したチアゴ・カルレットに代わってピッチに立ち、復帰後初出場。この試合について彼自身は「サンパウロをまた守る事が出来て非常に幸せだ。」と述べた。6月5日に復帰後初フル出場。しかしこの試合で彼は批判されてしまい、なおかつ彼は何故批判されているのかわかっていなかった。「試合に勝てなかった時は誰かしらミスを犯しているものだ。今回は自分であった。ファンが自分に怒る理由は理解したいと思っている。しかし、私は挑戦してみたのだ。確かに自分は100%の力を出し切れなかった、しかし偉大なるクラブではプレッシャーが常に付き纏うのだ。」と述べた。

### ヴィトーリア
2013年8月30日にECヴィトーリアに移籍。移籍理由としてフラメンゴ時代にブラジル代表招集まで自分を引き出してくれたカイオ・ジュニオール監督をあげている。しかし皮肉にもカイオ・ジュニオールは解任され、彼をサンパウロで干したネイ・フランコの下でプレーする事となった。9月4日に初得点を記録した。10月5日には古巣のサンパウロから得点を奪ったが、サンパウロのサポーターから大顰蹙を買った。それに加えてサンパウロの主将であるロジェリオ・セニも、ゴールする時に両足で挟んで蹴ったと主張し、批判された。

### コリチーバ以降
2015年にコリチーバFCに移籍。
2017年にゴイアスECとアヴァイFCに在籍した。
2018年にセントロ・スポルチーヴォ・アラゴアーノに移籍。

## 代表歴
2008年8月22日にブラジル代表初招集。2010 FIFAワールドカップ・南米予選のチリ代表、ボリビア代表戦に向けたメンバーの一員となった。この頃に彼はフアンとの混同を防ぐためにジュアン・マウドナドと呼ばれるようにもなった。
9月7日のチリ代表戦でロナウジーニョに代わって投入されて代表初出場。3日後のボリビア代表戦ではスターティングイレブンに名を連ねた。

## タイトル

### クラブ
アーセナル
- FAカップ: 2001-02

フルミネンセ
- タッサ・グアナバラ: 2005
- カンピオナート・カリオカ:2005

フラメンゴ
- コパ・ド・ブラジル: 2006
- タッサ・グアナバラ: 2007, 2008
- タッサ・リオ: 2009
- カンピオナート・カリオカ: 2007, 2008, 2009
- カンピオナート・ブラジレイロ・セリエA: 2009

サントス
- カンピオナート・パウリスタ: 2012
- レコパ・スダメリカーナ: 2012

### 個人
- プレミオ・クラッキ・ド・ブラジレイロン: 2008[21]
- ボーラ・ジ・プラッタ:2008